# Wallenburger Kogel
Der Wallenburger Kogel ist ein 936 m ü. NHN hoher Gipfel in den Tegernseer Bergen, die zu den Bayerischen Voralpen gehören.

## Topographie
Der Wallenburger Kogel gehört mit Gassler Berg, Schußkogel und Oeder Kogel zu einer Reihe dem Gebirgszug Neureut – Gindelalm vorgelagerter Gipfel.
Der Gipfel des Wallenburger Kogels wird selten besucht. Der Gipfel ist bewaldet und bietet keinerlei Aussicht. Über den Sattel zum Auer Berg führt der Radwanderweg Tegernsee-Schliersee.

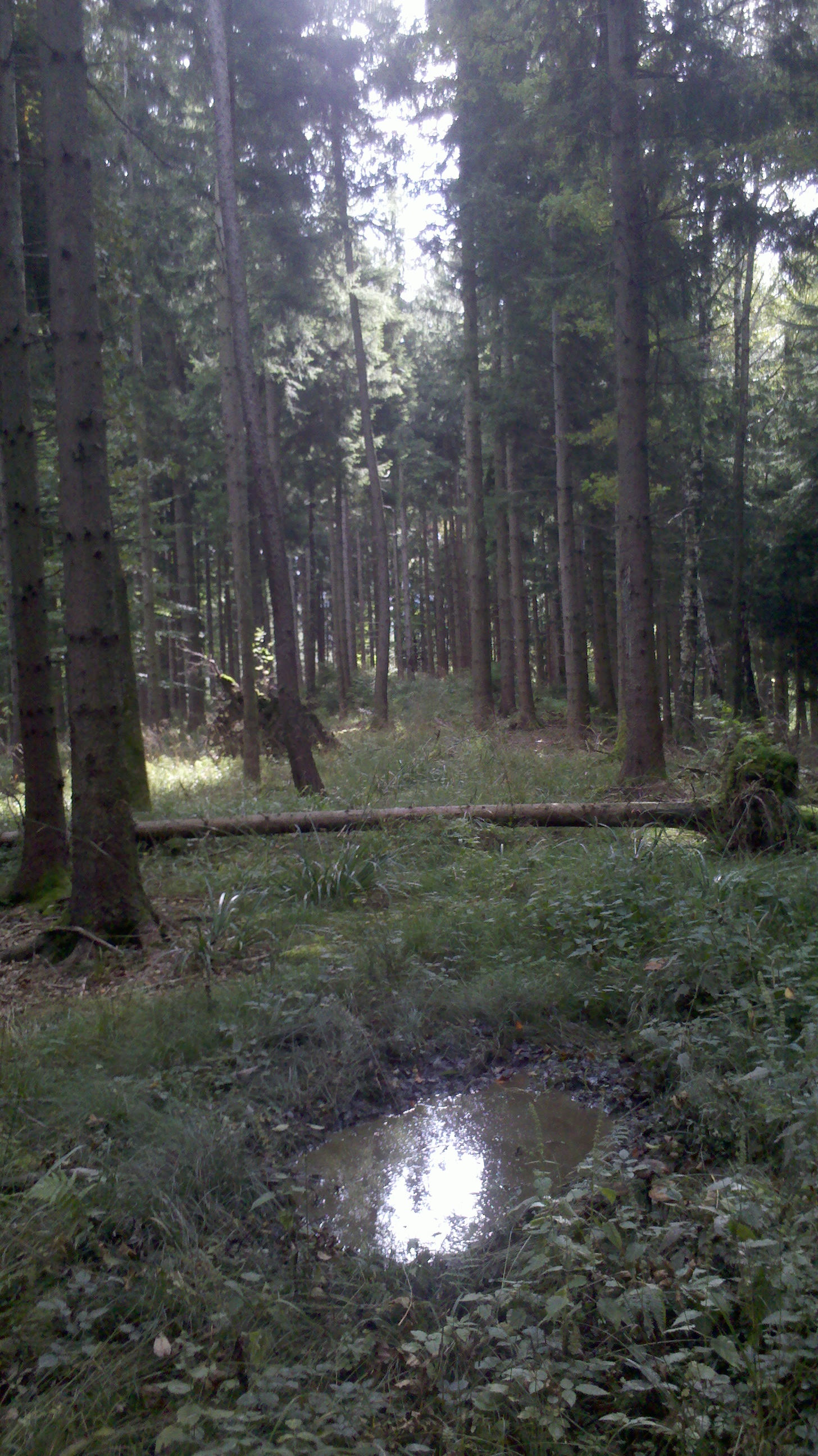
Gipfelbereich des Wallenburger Kogels